# هوبرت ابنر
هوبرت ابنر (انگلیسی: Hubert Ebner; ۲۶ مارس ۱۹۰۶ – ۲۶ ژوئن ۱۹۹۰) دوچرخه‌سوار اهل آلمان بود.